# Sandouville
Sandouville is een gemeente in het Franse departement Seine-Maritime (regio Normandië) en telt 780 inwoners (2005). De plaats maakt deel uit van het arrondissement Le Havre.

## Geografie
De oppervlakte van Sandouville bedraagt 15,0 km², de bevolkingsdichtheid is 52,0 inwoners per km².
De onderstaande kaart toont de ligging van Sandouville met de belangrijkste infrastructuur en aangrenzende gemeenten.

## Demografie
Onderstaande figuur toont het verloop van het inwonertal (bron: INSEE-tellingen).